# Long Distance Runaround
Long Distance Runaround – utwór brytyjskiej grupy Yes, który znalazł się na albumie Fragile. Został napisany przez wokalistę Jona Andersona w 1971 roku. Utwór został wydany jako strona B singla „Roundabout”, lecz stał się przebojem, będąc doskonałym przykładem adult-oriented rocka. Czas trwania utworu (3:30) był niestandardowy dla zespołu grającego przeważnie rozbudowane dzieła trwające ponad 10 minut.